# موارا ساتو
موارا ساتو (بالإنجليزية: Muara Satu)‏ هي مدينة تقع في إندونيسيا في لوكسوماوي. يقدر عدد سكانها بـ 16,437 نسمة ومساحتها 55.90 كم2.